# Lycoctonina
Lycoctonina es un alcaloide de las plantas y un precursor para el sistema de anillos ABC de taxoides..